# Kesil
Kesil (hebräisch כסיל kesīl) ist ein in der Hebräischen Bibel erwähntes Sternbild. Zur Klärung der Frage, welches Sternbild gemeint ist, werden auch Bibelstellen herangezogen, in denen kesīl den Dummkopf bezeichnet: Ps 49,11 ; Ps 92,7 ; Spr 1,22 . Durch den Zusammenhang ist aber eindeutig, dass in folgenden Fällen mit kesīl ein Sternbild oder eine Gruppe von Sternen gemeint ist: Hi 9,9 , 38,31 , Am 5,8  und Jes 13,10 . Im Allgemeinen nimmt man an, dass sich der Ausdruck auf den Orion bezieht, ein sehr auffallendes Sternbild mit den Riesensternen Beteigeuze und Rigel.

## kesīlim Buch Hiob (Ijob)

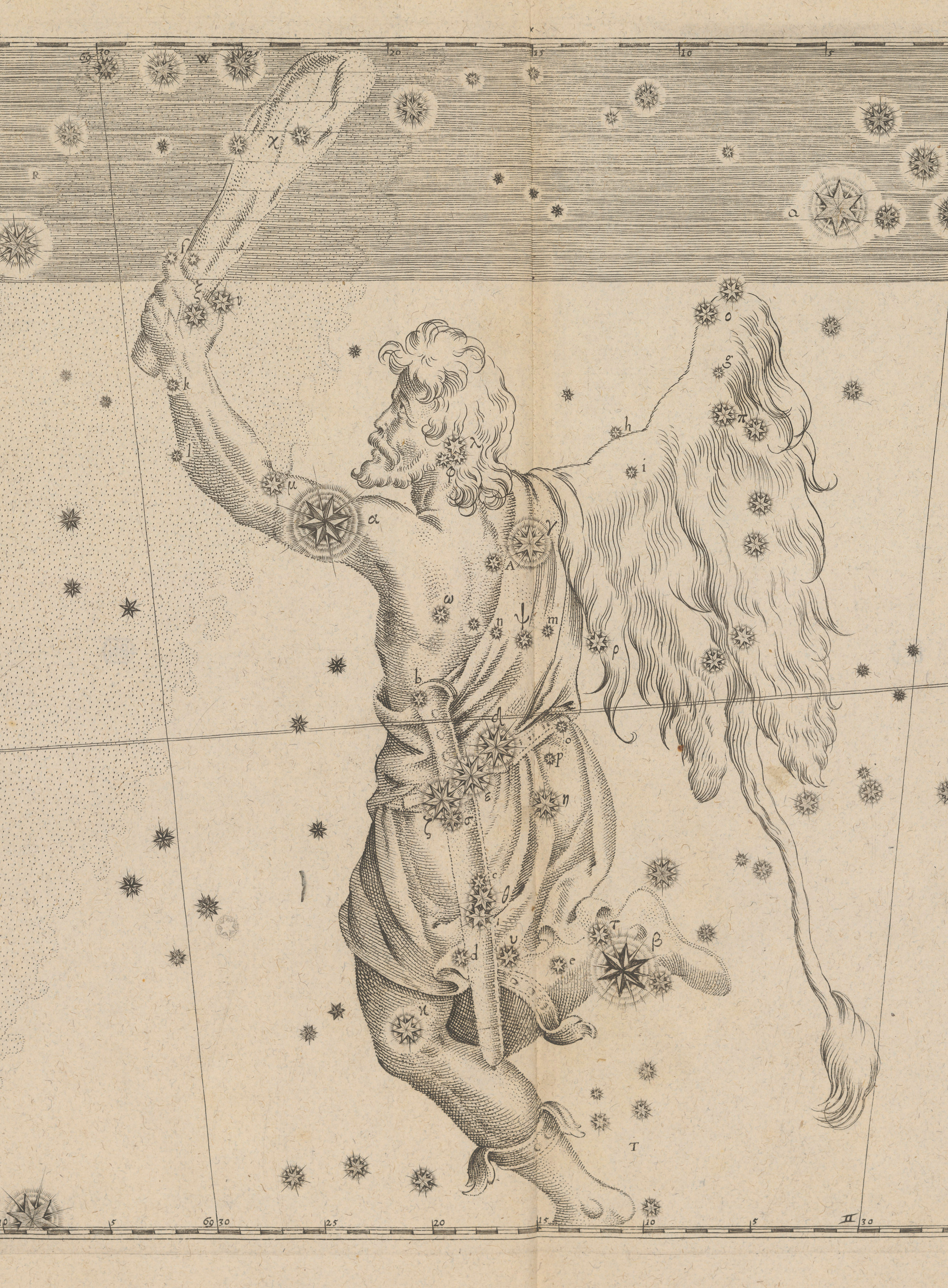
Sternbild Orion (Johann Bayer, Uranometria, 1661)

Arie de Wilde nennt Hi 9,9  einen „kurzen Abriss der israelitischen Sternkunde.“ Diese sei ganz praktisch ausgerichtet gewesen und habe das landwirtschaftliche Jahr geregelt. Aber offenbar habe man die Sternbeobachtung als eine rein technische Sache den Bauern und Seeleuten überlassen, und die Gelehrten hätten sich nicht damit befasst. So erklärt de Wilde, dass die alten Übersetzungen bei der Identifikation der genannten Sterne verschiedene Wege gehen. Bei der Ermittlung der ursprünglichen Wortbedeutung geht er davon aus, dass kesīl im Hebräischen auch den „Dummkopf“ bezeichnet und vermutet eine Sage von einem Riesen, der törichterweise gegen die Götter rebellierte und zur Strafe an den Himmel gekettet worden sei (vgl. 38,31 ). In der griechischen Mythologie hat Orion eine ähnliche Rolle.

## kesīlim Buch Amos
Am 5,8  ist Teil eines Lobpreises (Doxologie), der, recht ungewöhnlich für diese Gattung, JHWH nicht als den preist, der die Schöpfungsordnung stabilisiert, sondern als den, der sie umstürzt. Wenn hebräisch כימה kīmah und hebräisch כסיל kesīl hier als Paar auftreten, kann das nach Jörg Jeremias bedeuten, dass diesen Gestirnen als „Wettermacher“ der Wechsel der Jahreszeiten, der „Umsturz“ von Hitze zu Kälte, zugeschrieben wurde, sofern man darin nicht eine Polemik gegen Astralkulte sehen will.

## Die alten Übersetzungen
|             | Hi 9,9 | Hi 38, 31 | Am 5,8                                                            | Jes 13,10 |
| ----------- | --- | --- | ----------------------------------------------------------------- | --- |
| Septuaginta | ὁ ποιῶν Πλειάδα καὶ ῞Εσπερον καὶ ᾿Αρκτοῦρον καὶ ταμιεῖα νότου Er (ist es), der die Plejaden und den Abendstern und den Bärenhüter … macht. | συνῆκας δὲ δεσμὸν Πλειάδος καὶ φραγμὸν ᾿Ωρίωνος ἤνοιξας Und hast du das Band der Pleiaden erkannt und die Umfriedung des Orion geöffnet? | ποιῶν πάντα καὶ μετασκευάζων … der alles schafft und verwandelt … | οἱ γὰρ ἀστέρες τοῦ οὐρανοῦ καὶ ὁ ᾿Ωρίων καὶ πᾶς ὁ κόσμος τοῦ οὐρανοῦ τὸ φῶς οὐ δώσουσιν Denn die Sterne am Himmel und der Orion und die ganze Ordnung des Himmels werden kein Licht spenden… |
| Vulgata     | …qui facit Arcturum et Oriona et Hyadas et interiora austri…                                                                               | …numquid coniungere valebis micantes stellas Pliadis aut gyrum Arcturi poteris dissipare…                                                | …facientem Arcturum et Orionem…                                   | …quoniam stellae caeli et splendor earum non expandent lumen suum… |

Die syrische Übersetzung (Peschitta) nennt das Sternbild gabbarā, „Riese“, und das entspricht der arabischen Bezeichnung für den Orion, arabisch الجبار, DMG al-ǧabbār „Riese“. Hier wird ein gemeinsamer mythologischer Hintergrund erkennbar.
Im Targum wird kesīl mit niflā, „der Gefallene“, wiedergegeben; hier hat die zweite Wortbedeutung von kesīl, „Dummkopf“, eingewirkt: in der israelischen Weisheitsliteratur ist es ein Topos, dass die Dummköpfe zu Fall kommen (Tun-Ergehen-Zusammenhang).

## Rabbinische Literatur und Kabbala
Die Sternbilder hebräisch כימה kīmah und kesīl treten im Bibeltext öfter als Paar auf, wobei eindeutig ist, dass mit kīmah die Plejaden gemeint sind, während die Bedeutung von kesīl unsicher ist. Der Babylonische Talmud betont die kosmologische Bedeutung dieser beiden Sternbilder: Gott habe die Sintflut beginnen lassen, indem er zwei Sterne aus den Plejaden (kīmah) entfernt habe, und er habe zwei Sterne aus dem Sternbild kesīl entfernt und sie an den Fehlstellen der Plejaden eingesetzt, um die Sintflut zu beenden. Hier ist relativ klar, dass mit kesīl das Sternbild Ursa maior gemeint ist und auf das Motiv Bezug genommen wird, dass die Große Bärin die Plejaden verfolge, weil sie ihre beiden verlorenen „Söhne“ zurückholen wolle. Bemerkenswert ist dabei, dass die Sintflut für die Rabbinen in der Spätantike selbstverständlich eine astrologische Ursache hatte: Die Sterne kontrollierten das Wetter, und Gott manipuliere die Sterne, um das Wetter zu verändern.
Im 10. Jahrhundert n. Chr. entfaltete Schabbtai Donnolo das Konzept, dass alle Sternbilder am Himmel sich bewegten, weil kīmah von kesīl verfolgt werde. Wenn kesīl seine „Söhne“ einhole, käme die Bewegung der Sternbilder am Himmel und damit auch die Zeit zum Stillstand, und die Erlösung breche an. Dabei kann Donnolo Ursa maior mit dem Großen Wagen und mit dem Orion identifizieren. Nicht die Identifikation des Sternbilds am Himmel ist für die kabbalistischen Kommentatoren Donnolos zentral, sondern die Überlegung, dass der Mensch kesīl unterstützen und dadurch die Erlösung näherbringen könne, und zwar durch Permutationen von hebräischen Buchstaben.
Abraham ibn Esra, der sowohl Bibelkommentator als auch Astronom war, wies im 11. Jahrhundert die traditionelle Ansicht zurück, dass mit kīmah die Plejaden gemeint seien. Vielmehr handle es sich um einen großen Stern mit dem Namen עין השור השמאלי ein ha-shor ha-semoli (α Tauri, Aldebaran), und auch kesīl sei ein markanter einzelner Stern, nämlich לב העקרב lev ha-akrav (α Scorpionis, Antares). Diese Identifikationen kamen dadurch zustande, dass Ibn Esra zwei Sterne suchte, deren Position am Himmel aufeinander bezogen war.
Saadja Gaon (10. Jahrhundert) dagegen identifizierte in seinem Hiobkommentar kesīl mit dem arabischen Sternnamen suhail (α Carinae, Canopus). Dies ging in seine arabische Bibelübersetzung ein. Bar Chijja schloss sich ihm an und setzte kesīl in zwei seiner Sternlisten: „kesīl, arabisch suhail, mit der Kraft von Saturn und Jupiter“, bzw. „kesīl, das ist suhail, aus der 1. Ordnung.“

## Humanismus und Neuzeit
Die Übersetzung des Buchs Hiob für die Lutherbibel war eine Gemeinschaftsarbeit der Wittenberger Gelehrten, die wegen des ungewöhnlichen hebräischen Vokabulars besondere Schwierigkeiten bot. Im Fall von kesīl blieb man in der von Septuaginta und Vulgata gewiesenen Spur, fügte aber eine Glosse mit Erklärungen für den Leser hinzu:

„Er machet den Wagen am himel vnd Orion vnd die Glucken vnd die Stern gegen mittag. 
 (ORION) Jst das helle Gestirne gegen mittag / das die Bauren den Jacobsstab heissen. Die Glucke oder Henne / sind die sieben kleinen Sterne.“

Carsten Niebuhr sollte bei seiner Arabienreise 1761–1767 unter anderem die in Hi 9,9  genannten Sternnamen klären. Das war die 86. Frage des Orientalisten Johann David Michaelis, der diese Forschungsreise konzipiert hatte. Niebuhr kam deswegen mit jüdischen Gelehrten in Kairo, Sanaa und Bagdad zusammen, die kesīl mit dem arabischen suhail (α Carinae, Canopus) identifizierten. Er selbst entschied sich aber anders und meinte, kesīl sei Sirius.
Moritz Stern widmete den in 38,31-32  vorkommenden Sternnamen einen Artikel, der 1865 in der von Abraham Geiger herausgegebenen Jüdischen Zeitschrift für Wissenschaft und Leben erschien. Er geht auf den Kontext ein: in den voraus- und nachfolgenden Versen werden meteorologische Phänomene erwähnt; bei den Sternnamen in den Versen 31f. sei eine diesen zugeschriebene meteorologische Bedeutung anzunehmen, wie sie für Orion in der Antike vielfach bezeugt ist. „Daß כסיל mit Orion identisch ist, wie die meisten Erklärer annehmen, halte auch ich für unzweifelhaft. Die schiefe Lage – devexi Orionis wie Horaz sagt – und die Form des Sternbildes haben auf die Vorstellung eines herumtaumelnden Mannes geführt … So ist כסיל  der Unbesonnene, unsicher Herumtaumelnde…“